# Humahuaca
Humahuaca est une ville de la province de Jujuy, en Argentine, et le chef-lieu du département d'Humahuaca. Elle est située à 109 km au nord de San Salvador de Jujuy. Sa population s'élevait à 11 387 habitants en 2001.
Elle doit son nom au peuple indien des Omaguacas. On y trouve plusieurs bâtiments dus à son passé colonial dont l'église. L'ensemble des ruelles et des maisons rappellent une cité de l'époque coloniale. Depuis 1969, la ville est le siège d'un évêché, et l'église Nuestra Señora de la Candelaria y San Antonio est devenue la cathédrale de Humahuaca.
La principale voie d'accès à la ville est l'importante route nationale 9 qui mène à l'altiplano et à la frontière bolivienne en direction de La Quiaca au nord, et à la capitale provinciale San Salvador de Jujuy au sud.
La ville est située dans la célèbre Quebrada de Humahuaca. En 2003, la Quebrada de Humahuaca a été déclarée site du patrimoine mondial par l'UNESCO lors de l'assemblée de Paris.

## Personnalités liées à la commune
- Uña Ramos (1933-2014), compositeur et joueur virtuose de quena (kena), une flûte droite des Andes, né à Humahuaca.

## Galerie

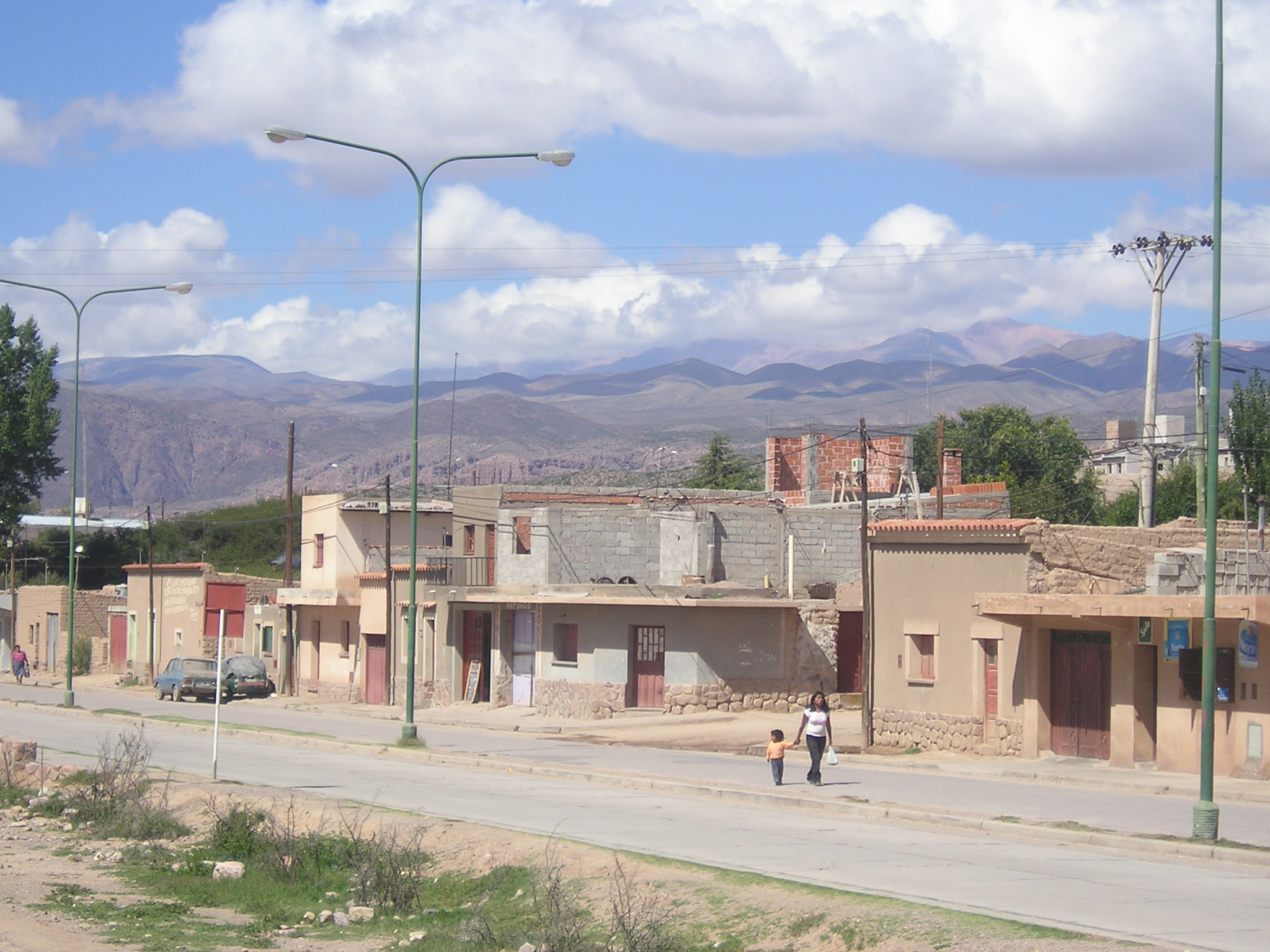
Une rue de Humahuaca
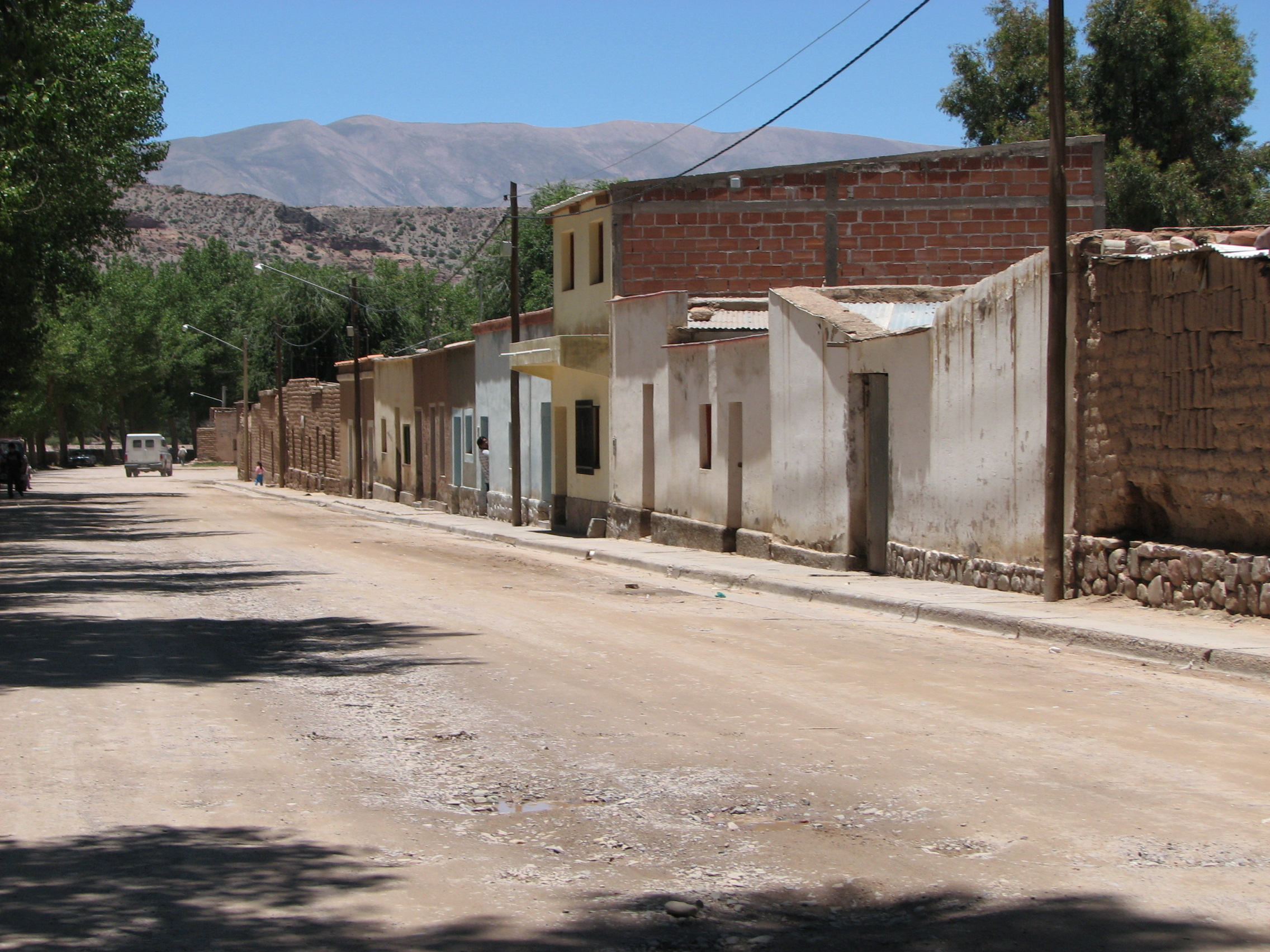
Une rue de Humahuaca
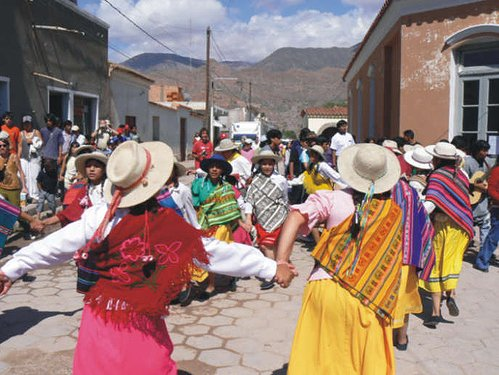
Danse du Carnavalito à Humahuaca
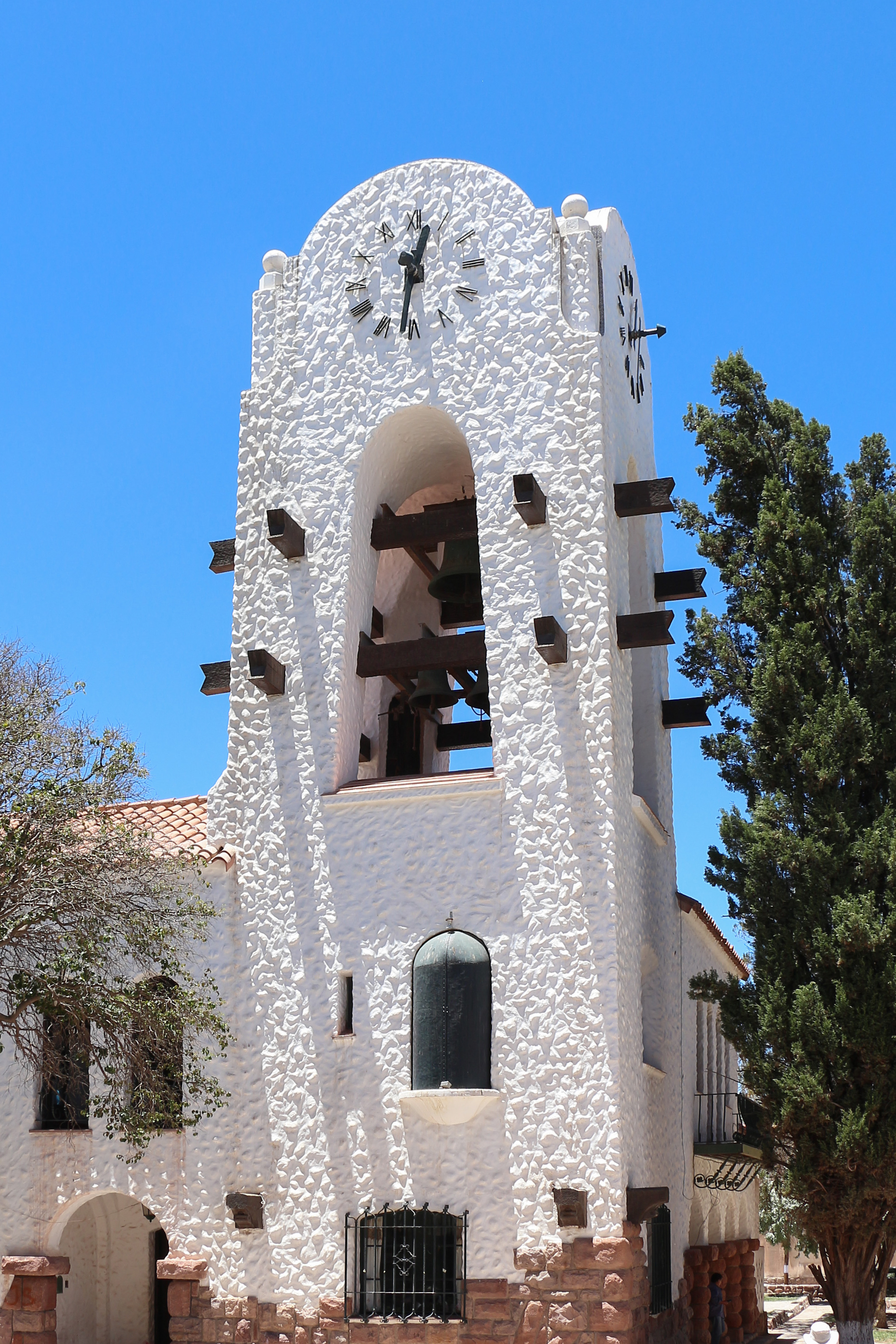
Clocher de la Cabildo de Humahuaca
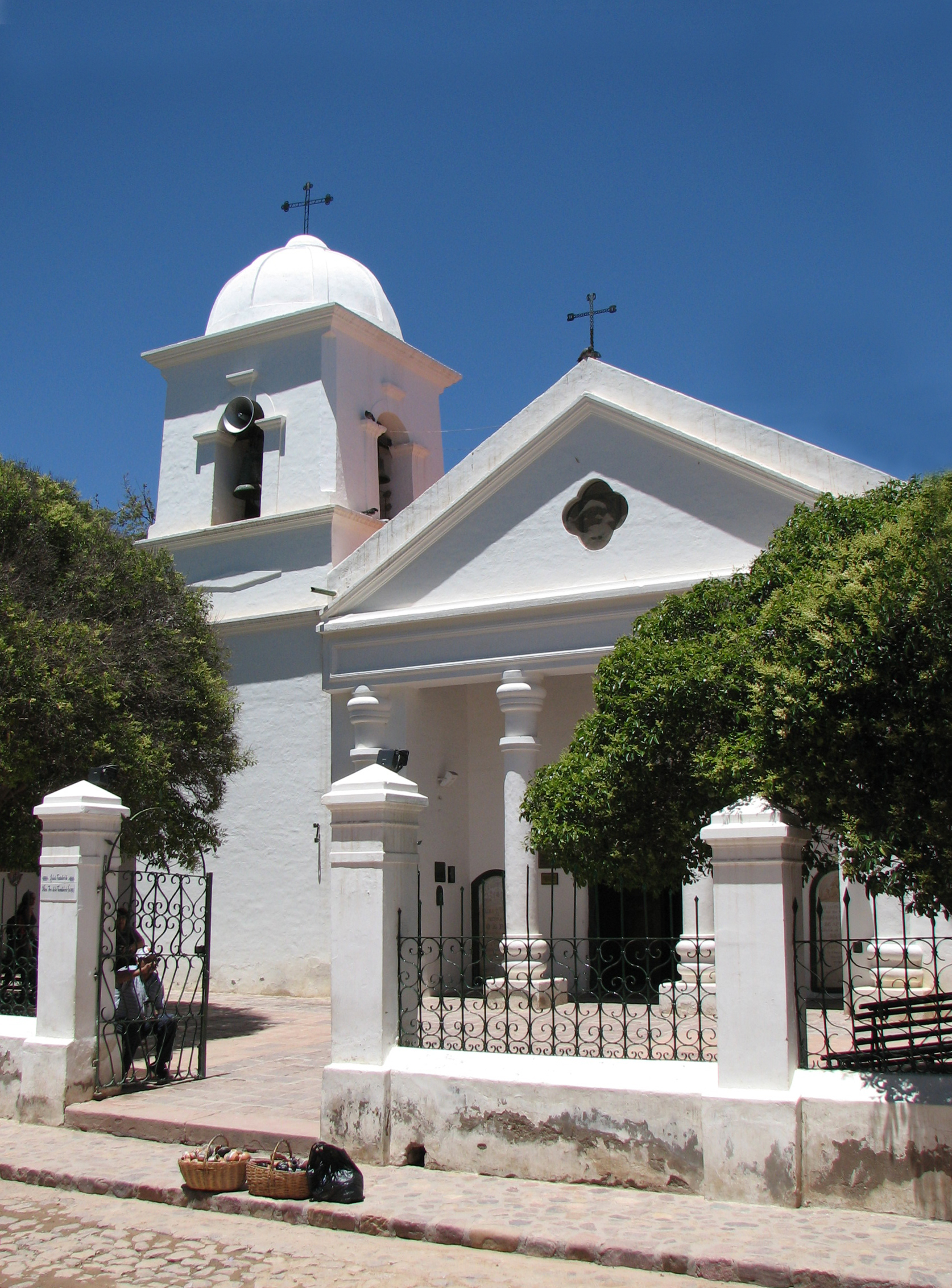
Église de la Candelaria
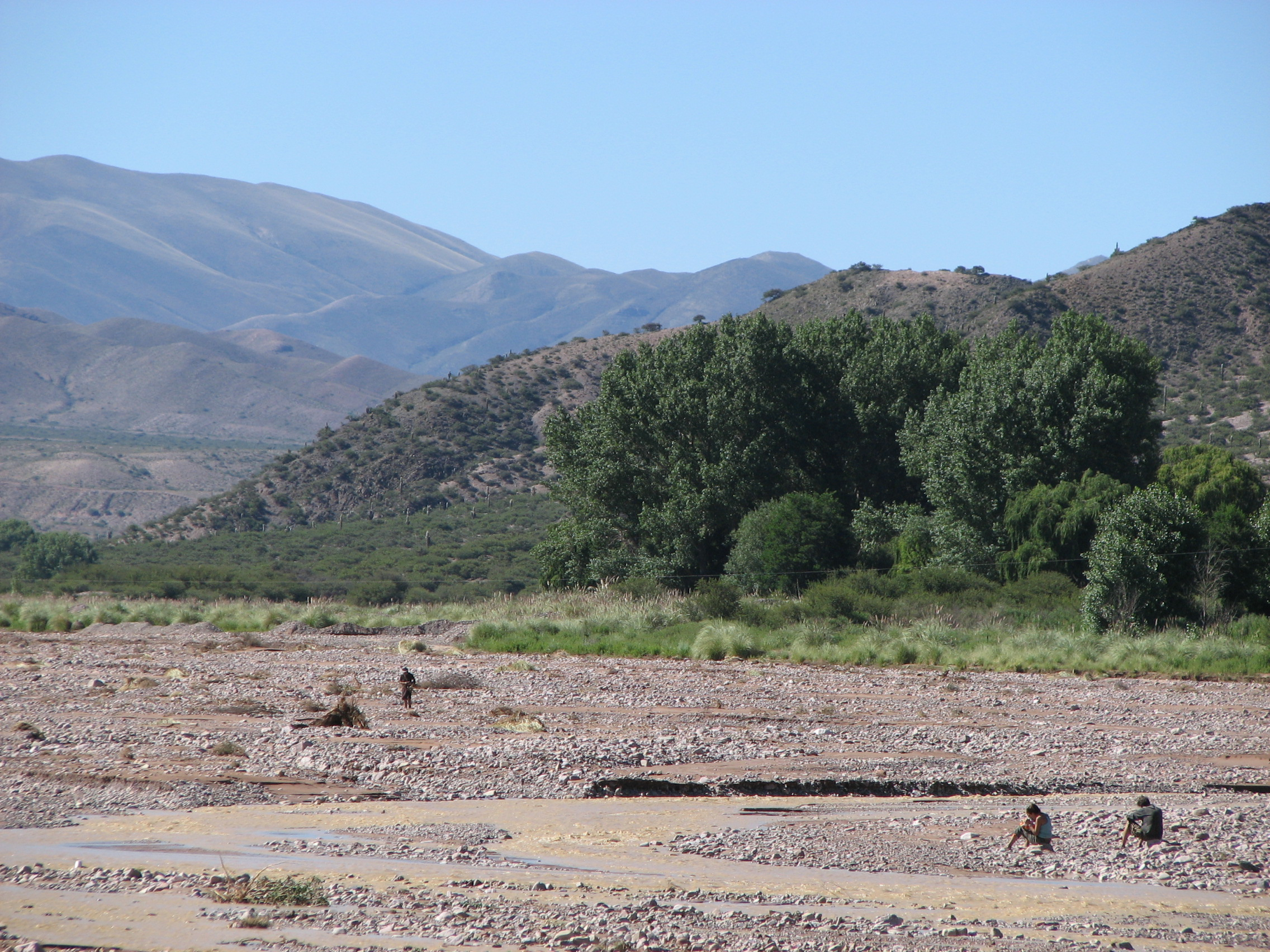
Le río Grande (à sec) à Humahuaca
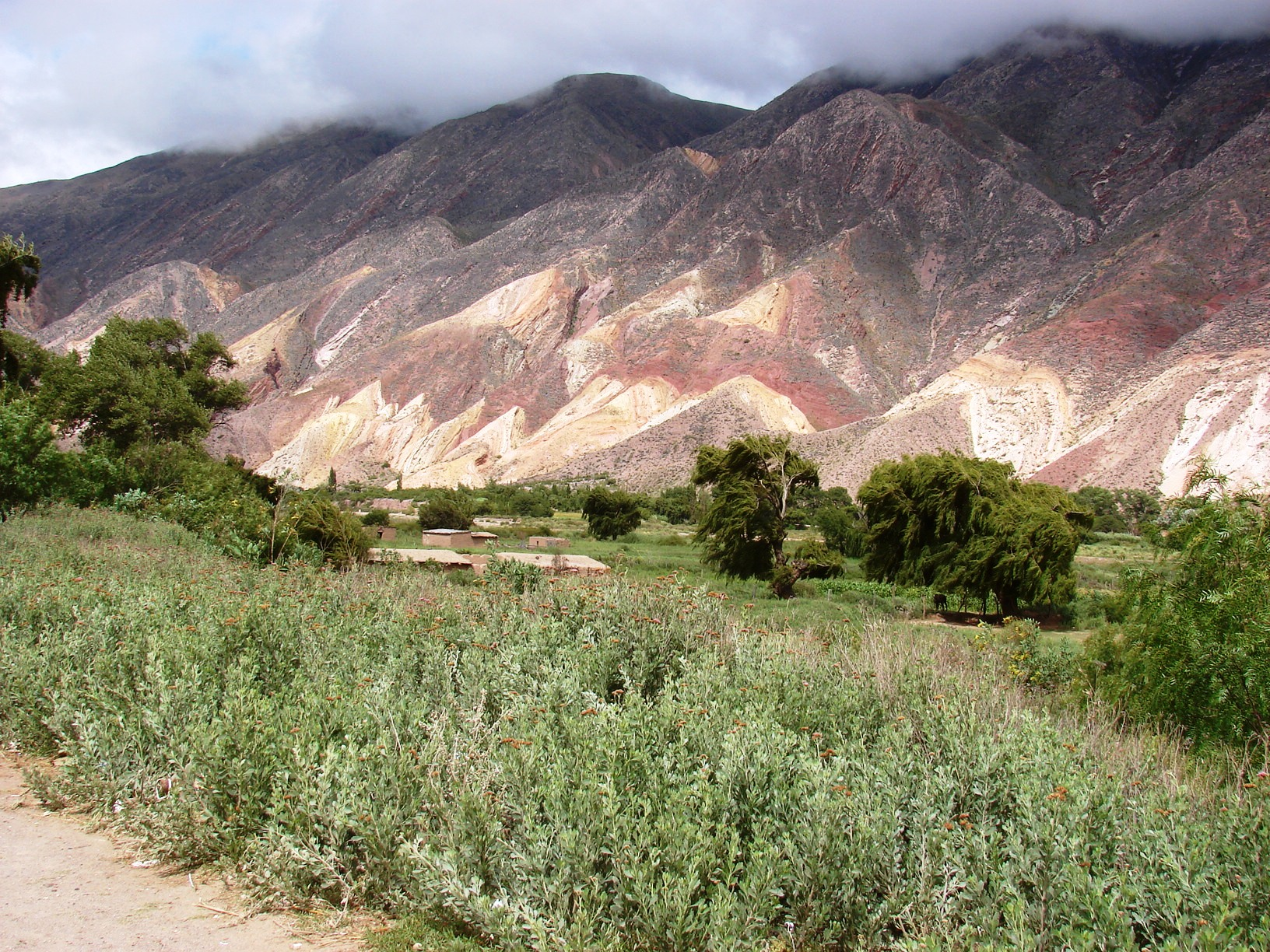
Paysage typique de la Quebrada de Humahuaca